# District de Dhenkanal
Le district de Dhenkanal  (hindi : ढेन्कानाल जिला) est un district  de l'état de l'Odisha en Inde.

## Géographie
Au recensement de 2011, sa population est de 1 192 811 habitants pour une superficie de 4 452 km2.
Son chef-lieu est la ville de Dhenkanal.